# Pallacanestro ai XIX Giochi asiatici
I tornei di pallacanestro ai XIX Giochi asiatici sono stati disputati tra il 25 settembre ed il 6 ottobre 2023.
Per i tornei sono stati utilizzati quattro impianti: il Deqing Geographic Information Park Basketball Court ed il Hangzhou Olympic Sports Centre Gymnasium di Huzhou, il Shaoxing Olympic Sports Centre Gymnasium di Shaoxing ed il Zhejiang University Zijingang Gymnasium di Hangzhou.

## Podi
| Evento               | Oro           | Argento   | Bronzo        |
| Torneo maschile      | Filippine     | Giordania | Cina          |
| Torneo femminile     | Cina          | Giappone  | Corea del Sud |
| Torneo maschile 3x3  | Taipei cinese | Qatar     | Mongolia      |
| Torneo femminile 3x3 | Cina          | Mongolia  | Giappone      |

## Medagliere
| Pos.   | Paese         | Oro | Argento | Bronzo | Totale |
| ------ | ------------- | --- | ------- | ------ | ------ |
| 1      | Cina          | 2   | 0       | 1      | 3      |
| 2      | Filippine     | 1   | 0       | 0      | 1      |
| 2      | Taipei cinese | 1   | 0       | 0      | 1      |
| 4      | Giappone      | 0   | 1       | 1      | 2      |
| 4      | Mongolia      | 0   | 1       | 1      | 2      |
| 6      | Giordania     | 0   | 1       | 0      | 1      |
| 6      | Qatar         | 0   | 1       | 0      | 1      |
| 8      | Corea del Sud | 0   | 0       | 1      | 1      |
| Totale | Totale        | 4   | 4       | 4      | 12     |